# Російський корпус (Третій Рейх)

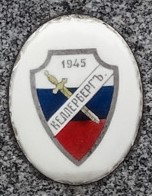
Пам'ятний знак Російського корпусу

Російський корпус (рос. Ру́сский ко́рпус, Ру́сский охра́нный ко́рпус, Ру́сский ко́рпус в Се́рбии, нім. Russisches Schutzkorps Serbien) — корпус, сформований з російських білоемігрантів, що воювали проти югославських партизанів і Червоної Армії на боці Третього Рейху.

## Формування
Російський корпус (Російська охоронний корпус, Російський корпус у Сербії (нім. Russisches Schutzkorps Serbien) — організований в 1941 у після окупації нацистами Югославії. У тодішній Югославії жило багато білих офіцерів. Влітку 1941 року по Югославії прокотилася хвиля вбивств сербськими комуністичними партизанами російських емігрантів та їхніх сімей. Генерал-майор М. Ф. Скородумов виступив з ініціативою організації російської частини для захисту емігрантського населення. 12 вересня 1941 він віддав наказ про формування Окремого Російського Корпусу, отримавши згоду німецького полковника Кевіша. Скородумов намагався домогтися максимальної автономності корпусу від німецького командування, що викликало конфлікт і незабаром Скородумов був заарештований німцями. Формування корпусу проте продовжилося під командуванням іншого російського емігранта — Бориса Штейфона.
Корпус в основному використовувався для охорони югославської території від комуністичних партизан Тіто. З четниками Драголюба Михайловича корпус в основному підтримував нейтральні відносини. У 1944 році німці наказали корпусу прикривати їх відхід з Греції.
В цей час корпус брав участь в боях не тільки з тітовськими партизанами, але і з регулярними частинами Червоної армії і її новими румунськими і болгарськими союзниками. Взимку 1944—1945 після створення Російської визвольної армії Б. Штейфон зустрівся з Власовим і вони домовилися про включення корпусу до складу РОА. В цей час корпус відступав до Словенії.